# Maud Michal Beerová
Maud Michal Beerová, roz. Maud Stecklmacherová (7. dubna 1929 Prostějov – 30. května 2025) byla židovská autorka, sionistka a přeživší holokaustu.

## Život
Maud se narodila 7. dubna 1929 v Prostějově do židovské rodiny. Oba rodiče pocházeli z německy mluvících rodin, ale sympatizovali více s českým prostředím. Nechali své děti, včetně Maud, studovat na české škole. V červenci 1942 byli prostějovští židé deportování do Terezína. Osvobození se Maud dočkala spolu s matkou a sestrou Karmelou. Pobývala v zámecké ozdravovně ve Štíříně a v roce 1949 odjela do Izraele. Provdala se a má tři děti. Její vzpomínky z terezínského ghetta jsou uloženy v archivu Památníku Terezín a staly se námětem knihy E. Fischerové. Je členkou Terezínské iniciativy u památníku Bejt Terezin, svědčí mladým lidem o zážitcích z koncentračního tábora.
Zemřela 30. května 2025 ve věku šestadevadesáti let.

## Dílo
- Co oheň nespálil (2005) - cenná kniha vzpomínek na prostějovskou židovskou komunitu, koncentrační tábor v Terezíně a nové začátky v Izraeli.[3]